# Toney Freeman
Toney Freeman (ur. 30 lipca 1966 w South Bend) – profesjonalny amerykański kulturysta, członek federacji IFBB (International Federation of BodyBuilders).

## Życiorys
Urodził się w South Bend w stanie Indiana. Nosi pseudonim X-Man, ze względu na swoje proporcje cielesne – szerokie ramiona i wąski obwód pasa – nadające mu kształt litery „x”.
Freeman w zawodach kulturystycznych startował początkowo jako amator, z czasem uzyskał dopiero kartę zawodnika profesjonalnego. Kulturystykę wyczynowo zaczął uprawiać w drugiej połowie lat 90.
Sukcesy zaczął odnosić w roku 1993, kiedy to między innymi został Mistrzem Kraju Juniorów w Kulturystyce według federacji NPC (National Physique Committee). W zawodach IFBB, organizacji sponsorującej jego karierę, inauguracyjnie wziął udział w 2003; wówczas podczas zmagań Night of Champions zajął miejsce #11. Jest zwycięzcą kilku innych prestiżowych zawodów IFBB, jak Europa Super Show (2006, 2008) czy Tampa Bay Pro (2008).

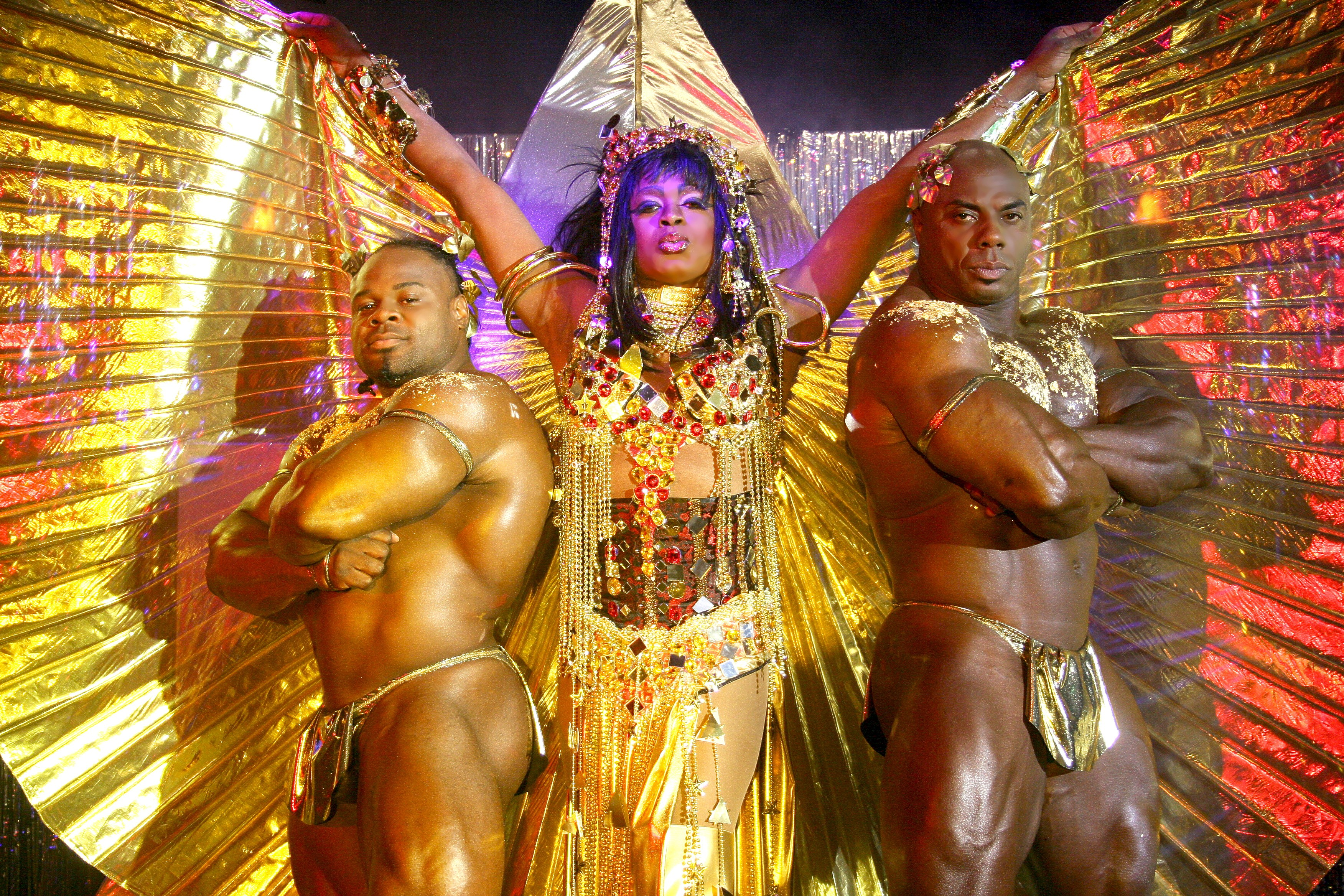
Kai Greene (z lewej), Aaron Warr (w środku) i Toney Freeman (z prawej) w filmie My Guaranteed Student Loan (2010).

Freeman sporadycznie pojawia się w mass mediach. W 2010 roku, wraz z kulturystą Kaiem Greene’em wystąpił gościnnie w niezależnej, wąsko dystrybuowanej komedii o tematyce LGBT College Debts (My Guaranteed Student Loan, 2015) wcielając się w postać striptizera. Wziął udział w filmie dokumentalnym Chrisa L. Millera X: The O '08 (2009), na który złożyły się wywiady przeprowadzone nie tylko z nim, ale i szeregiem sław współczesnej kulturystyki, m.in. Jayem Cutlerem, Dexterem Jacksonem, Melvinem Anthonym i Dennisem Wolfem oraz Generation Iron (2013) z Arnoldem Schwarzeneggerem, Mickeyem Rourkiem, Michaelem Jai White, Lou Ferrigno i Bustą Rhymesem.
Gościł na okładkach czasopism związanych ze sportem kulturystycznym: Muscular Development (maj 2007), Flex (marzec 2009), NPC News (marzec 2003).
8 grudnia 2010 roku został aresztowany przez policję podczas podpisywania płyt DVD dla fanów w sklepie w mieście Sundsvall w Szwecji. Zatrzymany został z powodu kontroli antydopingowej, po kilku godzinach wypuszczono go jednak na wolność.
Mieszka w Atlancie w stanie Georgia.

## Warunki fizyczne
- wzrost: 188 cm
- waga w sezonie: 134 kg
- waga poza sezonem: 138 kg
- obwód pasa: 79 cm

## Osiągnięcia (wybór)
| - 1990: - Junior Mr. America – federacja AAU, kategoria wysokich zawodników – IV m-ce - 1993: - Junior National Championships – fed. NPC, kat. ciężka – I m-ce - National Championships – fed. NPC, kat. ciężka – VI m-ce - 1994: - National Championships – fed. NPC, kat. ciężka – IV m-ce - 1995: - National Championships – fed. NPC, kat. ciężka – IV m-ce - 2001: - Coastal USA Championships – fed. NPC, kat. superciężka – II m-ce - National Championships – fed. NPC, kat. superciężka – VIII m-ce - 2002: - National Championships – fed. NPC, kat. superciężka – I m-ce - National Championships – fed. NPC – całkowity zwycięzca - 2003: - Night of Champions – fed. IFBB – XI m-ce - 2004: - Night of Champions – fed. IFBB – X m-ce - 2005: - Arnold Classic – fed. IFBB – X m-ce - 2006: - Arnold Classic – fed. IFBB – IX m-ce - Europa Supershow – fed. IFBB – zwycięzca - Mr. Olympia – fed. IFBB – VII m-ce | - 2007: - Arnold Classic – fed. IFBB – III m-ce - Ironman Pro Invitational – fed. IFBB – zwycięzca - Mr. Olympia – fed. IFBB – XIV m-ce - Sacramento Pro Championships – fed. IFBB – zwycięzca - 2008: - Arnold Classic – fed. IFBB – VII m-ce - Atlantic City Pro – fed. IFBB, kat. „Masters” – II m-ce - Atlantic City Pro – fed. IFBB – IV m-ce - Europa Supershow – fed. IFBB, kat. „Open” – I m-ce - Grand Prix Australii – fed. IFBB – IV m-ce - Grand Prix Nowej Zelandii – fed. IFBB – III m-ce - Ironman Pro Invitational – fed. IFBB – VIII m-ce - Mr. Olympia – fed. IFBB – V m-ce - Tampa Bay Pro – fed. IFBB, kat. „Open” – I m-ce - 2009: - Arnold Classic – fed. IFBB – IV m-ce - Grand Prix Australii – fed. IFBB – III m-ce - Mr. Olympia – fed. IFBB – VIII m-ce - Sacramento Pro – fed. IFBB – zwycięzca - 2010: - Arnold Classic – fed. IFBB – V m-ce - New York Pro Championships – fed. IFBB, kat. „Open” – IV m-ce - Phoenix Pro – fed. IFBB, kat. „Open” – III m-ce |